# إندري بوتكا
إندري بوتكا (مواليد 25 أغسطس 1994) هو لاعب كرة قدم مجري يلعب في مركز الظهير الأيمن في نادي فيرينتسفاروشي.